# الخاندرو کاپورو
الخاندرو کاپورو (انگلیسی: Alejandro Capurro؛ زادهٔ ۳۱ اکتبر ۱۹۸۰) بازیکن فوتبال اهل آرژانتین است.
از باشگاه‌هایی که در آن بازی کرده‌است می‌توان به باشگاه فوتبال جیمناسیا لاپلاتا، باشگاه فوتبال اتلتیکو هوراکان، باشگاه ورزشی ساکاریاسپور، و باشگاه فوتبال آرژانتینوس جونیورز اشاره کرد.